# Transport Fever 2
Transport Fever 2 — компьютерная игра в жанре экономического симулятора, разработанная Urban Games и изданная Good Shepherd Entertainment. Это третья игра во франшизе Transport Fever. Она была выпущена на Windows и Linux 11 декабря 2019 года и на macOS 23 февраля 2021. 9 марта 2023 года была выпущена консольная версия на PlayStation 4, PlayStation 5, Xbox One и Xbox Series X/S.

## Геймплей
Как и предыдущие игры серии, Transport Fever 2 по-прежнему фокусируется на эволюции транспорта. Однако режим кампании переписывает историю транспорта в отличие от Transport Fever. Действие игры происходит на трёх разных континентах. В игре есть режим песочницы, редактор карт и инструменты модов.

## Разработка и выпуск
Transport Fever 2 была анонсирована в 2019 году. Игра разработана Urban Games и издана Good Shepherd Entertainment, является частью франшизы Transport Fever. Она была выпущена на Windows и Linux 11 декабря 2019 года на онлайн-сервисе Steam, а 30 октября 2020 года на macOS. В марте 2023 года вышла консольная версия.

## Рецензии
| Сводный рейтинг    | Сводный рейтинг |
| Агрегатор          | Оценка          |
| ------------------ | --------------- |
| Metacritic         | 76/100          |
| Иноязычные издания |                 |
| Издание            | Оценка          |
| 4Players           | 84/100          |
| GameStar           | 85/100          |
| PC Gamer (UK)      | 7,2/10          |

Transport Fever 2 получил положительные оценки согласно обзорному агрегатору Metacritic.
Мэтт С. из Digitally Downloaded оценил игру в 4,5 звезды из 5.
Рик Лейн из The Guardian дал 3 звезды из 5. Он сравнил игру с франшизой The Sims от Maxis и Cities: Skylines от Colossal Order, сказав, что рост внутриигровых городов принесёт игрокам массу удовольствия. Однако он критикует игру за нехватку глубины в некоторых аспектах.
Игра набрала 7 баллов из 10 от TheSixthAxis, они отметили, что в игре «большое внимание к деталям транспортных средств и окружающей среды. Однако, с другой стороны, игра действительно похожа на усовершенствованное расширение, а не на полноценное продолжение прошлых игр серии».
7 июня 2023 года авторы объявили о достижении цифры миллион зарегистрированных игроков.